# Molsheim
Molsheim – gmina we Francji, w regionie Grand Est, w departamencie Dolny Ren.
Według danych na rok 1990 gminę zamieszkiwały 7973 osoby, 735 os./km².
W miejscowości siedzibę miała historyczna firma Bugatti, a od 1998 roku mieści się tam fabryka współczesnych samochodów Bugatti Automobiles.